# Campeonato Brasileño de Fútbol Serie A 2018
El Campeonato Brasileño de Fútbol 2018 fue la  63ª. edición del Campeonato Brasileño de Serie A. Comenzó el 14 de abril y finalizó el 2 de diciembre. El campeón fue el Palmeiras, que logró su décimo título de Serie A.

## Sistema de competición
Los 20 equipos participantes se enfrentarán en partidos de ida y vuelta en un sistema de todos contra todos. Al final de las 38 fechas el club con la mayor cantidad de puntos se proclamará campeón.

### Descenso
Los cuatro equipos que finalicen en los últimos puestos en la tabla de posiciones final descenderán y jugarán la Serie B del siguiente año.

### Clasificación a torneos internacionales
- Los cuatro equipos que ocupen los primeros puestos clasifican a la fase de grupos de la Copa Libertadores 2019, el 5.º y el 6.º puesto de la tabla clasifican a la fase previa. En caso de que el campeón de la Copa de Brasil 2018 sea uno de los primeros cuatro equipos, el equipo que ocupe el 5.º puesto clasificará a la fase de grupos; en cambio, si el campeón de la Copa de Brasil 2018 está entre el 5.º y el 6.º puesto de la tabla cederá al equipo que ocupe el 7.º puesto de la tabla el puesto a la fase previa, esto debido a que el campeón de la Copa de Brasil obtiene cupo directo a la fase de grupos.

- Los siguientes seis equipos se clasifican a la Copa Sudamericana 2019.

### Criterios de desempate
- Partidos ganados
- Diferencia de goles
- Goles a favor
- Enfrentamientos directos
- Cantidad de tarjetas amarillas
- Cantidad de tarjetas rojas

## Equipos participantes

### Ascensos y descensos
| Pos. | Descendidos en la temporada 2017 |
| ---- | -------------------------------- |
| 17.º | Coritiba                         |
| 18.º | Avaí                             |
| 19.º | Ponte Preta                      |
| 20.º | Atlético Goianiense              |

| Pos. | Ascendidos de la Serie B 2017 |
| ---- | ----------------------------- |
| 1.º  | América Mineiro               |
| 2.º  | Internacional                 |
| 3.º  | Ceará                         |
| 4.º  | Paraná                        |

### Datos de los equipos
| Equipo              | Ciudad         | Estado             | Estadio                  | Capacidad | Posición 2017 |
| ------------------- | -------------- | ------------------ | ------------------------ | --------- | ------------- |
| América Mineiro     | Belo Horizonte | Minas Gerais       | Estadio Independência    | 23 018    | 1.º Serie B   |
| Atlético Mineiro    | Belo Horizonte | Minas Gerais       | Estadio Independência    | 23 018    | 9.º           |
| Atlético Paranaense | Curitiba       | Paraná             | Arena da Baixada         | 42 372    | 11.º          |
| Bahia               | Salvador       | Bahía              | Arena Fonte Nova         | 50 000    | 12.º          |
| Botafogo            | Río de Janeiro | Río de Janeiro     | Estadio Nilton Santos    | 46 831    | 10.º          |
| Ceará               | Fortaleza      | Ceará              | Estadio Castelão         | 67 037    | 3.º Serie B   |
| Chapecoense         | Chapecó        | Santa Catarina     | Arena Condá              | 20 089    | 8.º           |
| Corinthians         | São Paulo      | São Paulo          | Arena Corinthians        | 49 205    | 1.º           |
| Cruzeiro            | Belo Horizonte | Minas Gerais       | Estadio Mineirão         | 62 000    | 5.º           |
| Flamengo            | Río de Janeiro | Río de Janeiro     | Estadio Maracanã         | 78 838    | 6.º           |
| Fluminense          | Río de Janeiro | Río de Janeiro     | Estadio Maracanã         | 78 838    | 14.º          |
| Grêmio              | Porto Alegre   | Río Grande del Sur | Arena do Grêmio          | 55 662    | 4.º           |
| Internacional       | Porto Alegre   | Río Grande del Sur | Estadio Beira-Rio        | 51 300    | 2.º Serie B   |
| Palmeiras           | São Paulo      | São Paulo          | Allianz Parque           | 43 713    | 2.º           |
| Paraná Clube        | Curitiba       | Paraná             | Estadio da Vila Capanema | 20 083    | 4.º Serie B   |
| Santos FC           | Santos         | São Paulo          | Estadio Vila Belmiro     | 16 068    | 3.º           |
| São Paulo           | São Paulo      | São Paulo          | Estadio do Morumbi       | 72 809    | 13.º          |
| Sport Recife        | Recife         | Pernambuco         | Estadio Ilha do Retiro   | 35 020    | 15.º          |
| Vasco da Gama       | Río de Janeiro | Río de Janeiro     | Estadio São Januário     | 21 880    | 7.º           |
| Vitória             | Salvador       | Bahía              | Barradão                 | 34 535    | 16.º          |

### Distribución geográfica
| Estado             | N.º | Equipos                                        |
| ------------------ | --- | ---------------------------------------------- |
| São Paulo          | 4   | Corinthians, Palmeiras, Santos y São Paulo     |
| Río de Janeiro     | 4   | Botafogo, Flamengo, Fluminense y Vasco da Gama |
| Minas Gerais       | 3   | América Mineiro, Atlético Mineiro y Cruzeiro   |
| Bahía              | 2   | Vitória y Bahía                                |
| Paraná             | 2   | Atlético Paranaense y Paraná Clube             |
| Río Grande del Sur | 2   | Grêmio e Internacional                         |
| Santa Catarina     | 1   | Chapecoense                                    |
| Pernambuco         | 1   | Sport Recife                                   |
| Ceará              | 1   | Ceará                                          |
| Total              | 20  |                                                |

### Entrenadores
| Listado de entrenadores | Listado de entrenadores     | Listado de entrenadores |
| Equipo                  | Entrenador                  | Jornadas                |
| ----------------------- | --------------------------- | ----------------------- |
| América Mineiro         | Enderson Moreira            | 1.ª a 12.ª              |
| América Mineiro         | Ricardo Drubscky            | 13.ª a 14.ª             |
| América Mineiro         | Adílson Batista             | 15.ª a 33.ª             |
| América Mineiro         | Givanildo Oliveira          | 34.ª en adelante        |
| Atlético Mineiro        | Thiago Larghi               | 1.ª a 29.ª              |
| Atlético Mineiro        | Levir Culpi                 | 30.ª en adelante        |
| Atlético Paranaense     | Fernando Diniz              | 1.ª a 12.ª              |
| Atlético Paranaense     | Tiago Nunes                 | 13.ª en adelante        |
| Bahia                   | Guto Ferreira               | 1.ª a 9ª                |
| Bahia                   | Cláudio Prates (interino)   | 10.ª a 12.ª             |
| Bahia                   | Enderson Moreira            | 13.ª en adelante        |
| Botafogo                | Alberto Valentim            | 1ª a 12.ª               |
| Botafogo                | Marcos Paquetá              | 13.ª a 16.ª             |
| Botafogo                | Bruno Lazaroni (interino)   | 17.ª                    |
| Botafogo                | Zé Ricardo                  | 18.ª en adelante        |
| Ceará                   | Marcelo Chamusca            | 1.ª a 6.ª               |
| Ceará                   | Jorginho                    | 7.ª a 9.ª               |
| Ceará                   | Lisca                       | 10.ª en adelante        |
| Chapecoense             | Gilson Kleina               | 1.ª a 18.ª              |
| Chapecoense             | Guto Ferreira               | 19.ª a 29.ª             |
| Chapecoense             | Claudinei Oliveira          | 30.ª en adelante        |
| Corinthians             | Fábio Carille               | 1.ª a 6.ª               |
| Corinthians             | Osmar Loss                  | 7.ª a 23ª               |
| Corinthians             | Jair Ventura                | 24.ª en adelante        |
| Cruzeiro                | Mano Menezes                | 1.ª en adelante         |
| Flamengo                | Mauricio Barbieri           | 1.ª a 26ª               |
| Flamengo                | Dorival Júnior              | 27.ª en adelante        |
| Fluminense              | Abel Braga                  | 1.ª a 12.ª              |
| Fluminense              | Marcelo Oliveira            | 13.ª en adelante        |
| Grêmio                  | Renato Gaúcho               | 1.ª en adelante         |
| Internacional           | Odair Hellmann              | 1.ª en adelante         |
| Palmeiras               | Roger Machado               | 1.ª a 15.ª              |
| Palmeiras               | Wesley Carvalho (interino)  | 16.ª                    |
| Palmeiras               | Luiz Felipe Scolari         | 17.ª en adelante        |
| Paraná Clube            | Rogério Micalle             | 1.ª en adelante         |
| Paraná Clube            | Claudinei Oliveira          | 19.ª a 29.ª             |
| Paraná Clube            | Dado Cavalcanti             | 30.ª en adelante        |
| Santos                  | Jair Ventura                | 1.ª a 14.ª              |
| Santos                  | Serginho Chulapa (interino) | 15.ª a 16.ª             |
| Santos                  | Cuca                        | 17.ª en adelante        |
| São Paulo               | Diego Aguirre               | 1.ª a 33.ª              |
| São Paulo               | André Jardine               | 34.ª en adelante        |
| Sport                   | Nelsinho Baptista           | 1.ª a 2.ª               |
| Sport                   | Claudinei Oliveira          | 3.ª a 18.ª              |
| Sport                   | Eduardo Baptista            | 19.ª a 26.ª             |
| Sport                   | Milton Mendes               | 27.ª en adelante        |
| Vasco da Gama           | Zé Ricardo                  | 1.ª a 9.ª               |
| Vasco da Gama           | Valdir Bigode (interino)    | 10.ª                    |
| Vasco da Gama           | Jorginho                    | 11.ª a 18.ª             |
| Vasco da Gama           | Valdir Bigode (interino)    | 19.ª a 21.ª             |
| Vasco da Gama           | Alberto Valentim            | 22ª en adelante         |
| Vitória                 | Vágner Mancini              | 1.ª a 16.ª              |
| Vitória                 | João Burse (interino)       | 17.ª a 18.ª             |
| Vitória                 | Paulo César Carpegiani      | 19.ª en adelante        |

## Tabla de posiciones
| Pos. | Equipo              | Pts. | PJ | PG | PE | PP | GF | GC | Dif. |
| ---- | ------------------- | ---- | -- | -- | -- | -- | -- | -- | ---- |
| 1.º  | Palmeiras (C)       | 80   | 38 | 23 | 11 | 4  | 64 | 26 | 38   |
| 2.º  | Flamengo            | 72   | 38 | 21 | 9  | 8  | 59 | 29 | 30   |
| 3.º  | Internacional       | 69   | 38 | 19 | 12 | 7  | 51 | 29 | 22   |
| 4.º  | Grêmio              | 66   | 38 | 18 | 12 | 8  | 48 | 27 | 21   |
| 5.º  | São Paulo           | 63   | 38 | 16 | 15 | 7  | 46 | 34 | 12   |
| 6.º  | Atlético Mineiro    | 59   | 38 | 17 | 8  | 13 | 56 | 43 | 13   |
| 7.º  | Atlético Paranaense | 57   | 38 | 16 | 9  | 13 | 54 | 37 | 17   |
| 8.º  | Cruzeiro            | 53   | 38 | 14 | 11 | 13 | 34 | 34 | 0    |
| 9.º  | Botafogo            | 51   | 38 | 13 | 12 | 13 | 38 | 46 | −8   |
| 10.º | Santos              | 51   | 38 | 13 | 12 | 13 | 46 | 40 | 6    |
| 11.º | Bahía               | 48   | 38 | 12 | 12 | 14 | 39 | 41 | −2   |
| 12.º | Fluminense          | 45   | 38 | 12 | 9  | 17 | 32 | 46 | −14  |
| 13.º | Corinthians         | 44   | 38 | 11 | 11 | 16 | 34 | 35 | −1   |
| 14.º | Chapecoense         | 44   | 38 | 11 | 11 | 16 | 34 | 50 | −16  |
| 15.º | Ceará               | 44   | 38 | 10 | 14 | 14 | 32 | 38 | −6   |
| 16.º | Vasco da Gama       | 43   | 38 | 10 | 13 | 15 | 41 | 48 | −7   |
| 17.º | Sport Recife (D)    | 42   | 38 | 11 | 9  | 18 | 35 | 57 | −22  |
| 18.º | América Mineiro (D) | 40   | 38 | 10 | 10 | 18 | 30 | 47 | −17  |
| 19.º | Vitória (D)         | 37   | 38 | 9  | 10 | 19 | 36 | 63 | −27  |
| 20.º | Paraná (D)          | 23   | 38 | 4  | 11 | 23 | 18 | 57 | −39  |

|  | Campeón. Clasifica a la fase de grupos de la Copa Libertadores 2019. (C) |
|  | Clasifica a la fase de grupos de la Copa Libertadores 2019.              |
|  | Clasifica a la fase preclasificatoria de la Copa Libertadores 2019.      |
|  | Clasifica a la primera fase de la Copa Sudamericana 2019.                |
|  | Desciende a la Serie B 2019. (D)                                         |

1. ↑  Campeón de la Copa Sudamericana 2018.
2. ↑  Campeón de la Copa de Brasil 2018.

|                                 |
| Bandera del estado de São Paulo |
| Campeón Palmeiras 10.º título   |

### Evolución de las posiciones
| Jornada / Equipo | 1  | 2  | 3  | 4  | 5  | 6  | 7  | 8  | 9  | 10 | 11 | 12 | 13 | 14 | 15 | 16 | 17 | 18 | 19 | 20 | 21 | 22 | 23 | 24 | 25 | 26 | 27 | 28 | 29 | 30 | 31 | 32 | 33 | 34 | 35 | 36 | 37 | 38 |
| Jornada / Equipo |    |    |    |    |    |    |    |    |    |    |    |    |    |    |    |    |    |    |    |    |    |    |    |    |    |    |    |    |    |    |    |    |    |    |    |    |    |    |
| ---------------- | -- | -- | -- | -- | -- | -- | -- | -- | -- | -- | -- | -- | -- | -- | -- | -- | -- | -- | -- | -- | -- | -- | -- | -- | -- | -- | -- | -- | -- | -- | -- | -- | -- | -- | -- | -- | -- | -- |
| América Mineiro  | 2  | 8  | 3  | 9  | 10 | 6  | 11 | 12 | 11 | 11 | 13 | 13 | 16 | 17 | 14 | 10 | 10 | 11 | 10 | 10 | 9  | 12 | 9  | 11 | 12 | 13 | 13 | 13 | 15 | 15 | 16 | 18 | 19 | 19 | 17 | 18 | 17 | 18 |
| Atlético Mineiro | 14 | 11 | 4  | 6  | 3  | 1  | 3  | 8  | 10 | 4  | 2  | 2  | 3  | 5  | 3  | 4  | 5  | 5  | 5  | 6  | 6  | 6  | 6  | 6  | 6  | 6  | 6  | 6  | 6  | 6  | 6  | 6  | 6  | 6  | 6  | 6  | 6  | 6  |
| Atl. Paranaense  | 1  | 2  | 5  | 11 | 15 | 17 | 17 | 13 | 16 | 17 | 17 | 19 | 18 | 19 | 19 | 18 | 18 | 19 | 18 | 18 | 16 | 9  | 13 | 14 | 11 | 10 | 11 | 10 | 8  | 8  | 8  | 9  | 7  | 8  | 7  | 7  | 7  | 7  |
| Ceará            | 18 | 16 | 19 | 18 | 19 | 19 | 19 | 19 | 20 | 20 | 20 | 20 | 20 | 20 | 20 | 20 | 19 | 18 | 19 | 19 | 19 | 19 | 18 | 18 | 17 | 18 | 15 | 17 | 17 | 17 | 13 | 15 | 14 | 16 | 14 | 15 | 13 | 15 |
| Bahía            | 17 | 13 | 13 | 15 | 17 | 18 | 15 | 17 | 18 | 19 | 18 | 17 | 17 | 13 | 16 | 15 | 15 | 12 | 11 | 11 | 15 | 14 | 11 | 13 | 14 | 15 | 14 | 14 | 13 | 11 | 12 | 11 | 11 | 10 | 11 | 11 | 11 | 11 |
| Botafogo         | 11 | 14 | 6  | 12 | 6  | 11 | 12 | 14 | 12 | 12 | 12 | 9  | 10 | 12 | 10 | 11 | 11 | 10 | 12 | 12 | 11 | 15 | 15 | 15 | 15 | 12 | 12 | 12 | 12 | 13 | 15 | 14 | 12 | 11 | 9  | 9  | 9  | 9  |
| Chapecoense      | 20 | 18 | 16 | 17 | 14 | 16 | 18 | 15 | 14 | 16 | 14 | 14 | 15 | 14 | 17 | 16 | 16 | 13 | 14 | 15 | 17 | 18 | 19 | 19 | 16 | 17 | 18 | 16 | 18 | 18 | 17 | 19 | 17 | 17 | 18 | 16 | 16 | 14 |
| Corinthians      | 5  | 1  | 2  | 3  | 2  | 3  | 6  | 3  | 8  | 9  | 9  | 10 | 8  | 8  | 8  | 7  | 7  | 7  | 7  | 8  | 8  | 8  | 8  | 10 | 8  | 8  | 9  | 11 | 11 | 12 | 11 | 12 | 13 | 13 | 12 | 12 | 12 | 13 |
| Internacional    | 4  | 10 | 10 | 13 | 16 | 10 | 8  | 5  | 5  | 8  | 5  | 4  | 5  | 3  | 5  | 3  | 3  | 3  | 2  | 2  | 2  | 2  | 1  | 1  | 2  | 3  | 2  | 2  | 2  | 3  | 3  | 2  | 2  | 2  | 3  | 3  | 3  | 3  |
| Cruzeiro         | 16 | 19 | 18 | 14 | 8  | 13 | 10 | 7  | 2  | 5  | 8  | 8  | 6  | 4  | 6  | 8  | 8  | 8  | 8  | 7  | 7  | 7  | 7  | 7  | 7  | 7  | 7  | 9  | 10 | 10 | 9  | 8  | 9  | 7  | 8  | 8  | 8  | 8  |
| Flamengo         | 10 | 3  | 1  | 1  | 1  | 2  | 1  | 1  | 1  | 1  | 1  | 1  | 1  | 1  | 1  | 1  | 2  | 2  | 3  | 3  | 3  | 3  | 4  | 4  | 4  | 4  | 5  | 3  | 3  | 2  | 2  | 3  | 3  | 3  | 2  | 2  | 2  | 2  |
| Fluminense       | 13 | 12 | 11 | 7  | 9  | 5  | 2  | 4  | 9  | 10 | 11 | 12 | 12 | 11 | 9  | 9  | 9  | 9  | 9  | 9  | 10 | 11 | 12 | 9  | 10 | 9  | 10 | 8  | 9  | 9  | 10 | 10 | 10 | 12 | 13 | 13 | 14 | 12 |
| Grêmio           | 8  | 7  | 12 | 5  | 4  | 8  | 5  | 9  | 3  | 7  | 4  | 5  | 4  | 7  | 4  | 5  | 4  | 4  | 4  | 4  | 5  | 4  | 5  | 5  | 5  | 5  | 4  | 5  | 5  | 5  | 5  | 5  | 4  | 4  | 4  | 4  | 4  | 4  |
| Palmeiras        | 12 | 5  | 7  | 2  | 5  | 4  | 7  | 10 | 7  | 3  | 6  | 6  | 7  | 6  | 7  | 6  | 6  | 6  | 6  | 5  | 4  | 5  | 3  | 3  | 3  | 2  | 1  | 1  | 1  | 1  | 1  | 1  | 1  | 1  | 1  | 1  | 1  | 1  |
| Paraná           | 15 | 20 | 20 | 20 | 20 | 20 | 20 | 20 | 19 | 18 | 19 | 18 | 19 | 18 | 18 | 19 | 20 | 20 | 20 | 20 | 20 | 20 | 20 | 20 | 20 | 20 | 20 | 20 | 20 | 20 | 20 | 20 | 20 | 20 | 20 | 20 | 20 | 20 |
| Santos           | 3  | 9  | 15 | 16 | 13 | 15 | 16 | 18 | 15 | 15 | 16 | 15 | 15 | 15 | 15 | 17 | 17 | 17 | 13 | 13 | 12 | 10 | 10 | 8  | 9  | 11 | 8  | 7  | 7  | 7  | 7  | 7  | 8  | 9  | 10 | 10 | 10 | 10 |
| São Paulo        | 7  | 6  | 8  | 10 | 12 | 7  | 4  | 2  | 4  | 6  | 3  | 3  | 2  | 2  | 2  | 2  | 1  | 1  | 1  | 1  | 1  | 1  | 2  | 2  | 1  | 1  | 3  | 4  | 4  | 4  | 4  | 4  | 5  | 5  | 5  | 5  | 5  | 5  |
| Sport            | 19 | 17 | 14 | 8  | 11 | 12 | 9  | 6  | 6  | 2  | 7  | 7  | 9  | 10 | 12 | 13 | 12 | 14 | 16 | 16 | 18 | 17 | 17 | 17 | 19 | 19 | 19 | 19 | 19 | 19 | 18 | 16 | 16 | 15 | 16 | 17 | 18 | 17 |
| Vasco da Gama    | 6  | 4  | 9  | 4  | 7  | 9  | 13 | 11 | 13 | 13 | 10 | 11 | 11 | 9  | 11 | 12 | 13 | 15 | 15 | 14 | 13 | 16 | 16 | 16 | 18 | 16 | 16 | 15 | 14 | 14 | 14 | 13 | 15 | 14 | 15 | 14 | 15 | 16 |
| Vitória          | 9  | 15 | 17 | 19 | 18 | 14 | 14 | 16 | 17 | 14 | 15 | 16 | 13 | 16 | 13 | 14 | 14 | 16 | 17 | 17 | 14 | 13 | 14 | 12 | 13 | 14 | 17 | 18 | 16 | 16 | 19 | 17 | 18 | 18 | 19 | 19 | 19 | 19 |

## Resultados
Los horarios corresponden al huso horario de Brasil: UTC-3 en horario estándar y UTC-2 en Horario de verano.

### Primera vuelta
| Cruzeiro            | 0 - 1 | Grêmio           | Mineirão          | 14 de abril | 16:00 |
| Vitória             | 2 - 2 | Flamengo         | Barradão          | 14 de abril | 19:00 |
| Santos              | 2 - 0 | Ceará            | Pacaembú          | 14 de abril | 21:00 |
| América Mineiro     | 3 - 0 | Sport            | Independência     | 15 de abril | 11:00 |
| Corinthians         | 2 - 1 | Fluminense       | Arena Corinthians | 15 de abril | 16:00 |
| Internacional       | 2 - 0 | Bahía            | Beira-Río         | 15 de abril | 16:00 |
| Vasco da Gama       | 2 - 1 | Atlético Mineiro | São Januário      | 15 de abril | 16:00 |
| Atlético Paranaense | 5 - 1 | Chapecoense      | Arena da Baixada  | 15 de abril | 19:00 |
| Botafogo            | 1 - 1 | Palmeiras        | Nilton Santos     | 16 de abril | 20:00 |
| São Paulo           | 1 - 0 | Paraná           | Morumbi           | 16 de abril | 20:00 |

| Bahía            | 1 - 0 | Santos              | Arena Fonte Nova  | 21 de abril | 16:00 |
| Flamengo         | 2 - 0 | América Mineiro     | Maracaná          | 21 de abril | 19:00 |
| Paraná           | 0 - 4 | Corinthians         | Durival de Britto | 22 de abril | 11:00 |
| Palmeiras        | 1 - 0 | Internacional       | Pacaembú          | 22 de abril | 16:00 |
| Fluminense       | 1 - 0 | Cruzeiro            | Maracaná          | 22 de abril | 16:00 |
| Ceará            | 0 - 0 | São Paulo           | Castelão          | 22 de abril | 16:00 |
| Atlético Mineiro | 2 - 1 | Vitória             | Independência     | 22 de abril | 16:00 |
| Chapecoense      | 1 - 1 | Vasco da Gama       | Arena Condá       | 22 de abril | 16:00 |
| Grêmio           | 0 - 0 | Atlético Paranaense | Arena do Grêmio   | 22 de abril | 19:00 |
| Sport            | 1 - 1 | Botafogo            | Ilha do Retiro    | 23 de abril | 20:00 |

| Botafogo         | 2 - 1 | Grêmio              | Nilton Santos     | 28 de abril      | 16:00 |
| Atlético Mineiro | 1 - 0 | Corinthians         | Independência     | 29 de abril      | 16:00 |
| Paraná           | 1 - 2 | Sport               | Durival de Britto | 29 de abril      | 16:00 |
| Fluminense       | 1 - 1 | São Paulo           | Maracaná          | 29 de abril      | 16:00 |
| Ceará            | 0 - 3 | Flamengo            | Castelão          | 29 de abril      | 16:00 |
| Bahía            | 0 - 0 | Atlético Paranaense | Arena Fonte Nova  | 29 de abril      | 16:00 |
| Palmeiras        | 0 - 0 | Chapecoense         | Allianz Parque    | 29 de abril      | 16:00 |
| Internacional    | 0 - 0 | Cruzeiro            | Beira–Rio         | 29 de abril      | 19:00 |
| América Mineiro  | 2 - 1 | Vitória             | Independência     | 30 de abril      | 20:00 |
| Santos           | 1 - 1 | Vasco da Gama       | Pacaembú          | 27 de septiembre | 20:00 |

| Vasco da Gama       | 4 - 1 | América Mineiro  | São Januário      | 5 de mayo | 19:00 |
| São Paulo           | 2 - 2 | Atlético Mineiro | Morumbi           | 5 de mayo | 19:00 |
| Corinthians         | 1 - 1 | Ceará            | Arena Corinthians | 6 de mayo | 11:00 |
| Cruzeiro            | 1 - 0 | Botafogo         | Mineirão          | 6 de mayo | 16:00 |
| Atlético Paranaense | 1 - 3 | Palmeiras        | Arena da Baixada  | 6 de mayo | 16:00 |
| Vitória             | 1 - 2 | Fluminense       | Barradão          | 6 de mayo | 16:00 |
| Flamengo            | 2 - 0 | Internacional    | Maracaná          | 6 de mayo | 16:00 |
| Sport               | 2 - 0 | Bahía            | Ilha do Retiro    | 6 de mayo | 19:00 |
| Grêmio              | 5 - 1 | Santos           | Arena do Grêmio   | 6 de mayo | 19:00 |
| Chapecoense         | 1 - 1 | Paraná           | Arena Condá       | 7 de mayo | 16:00 |

| Grêmio              | 0 - 0 | Internacional    | Arena do Grêmio   | 12 de mayo | 16:00 |
| Cruzeiro            | 2 - 0 | Sport            | Mineirão          | 13 de mayo | 11:00 |
| Chapecoense         | 3 - 2 | Flamengo         | Arena Condá       | 13 de mayo | 16:00 |
| Bahía               | 2 - 2 | São Paulo        | Arena Fonte Nova  | 13 de mayo | 16:00 |
| Vasco da Gama       | 2 - 3 | Vitória          | São Januário      | 13 de mayo | 16:00 |
| Atlético Paranaense | 1 - 2 | Atlético Mineiro | Arena da Baixada  | 13 de mayo | 16:00 |
| Corinthians         | 1 - 0 | Palmeiras        | Arena Corinthians | 13 de mayo | 16:00 |
| Santos              | 3 - 1 | Paraná           | Vila Belmiro      | 13 de mayo | 19:00 |
| Ceará               | 2 - 2 | América Mineiro  | Castelão          | 14 de mayo | 20:00 |
| Botafogo            | 2 - 1 | Fluminense       | Nilton Santos     | 14 de mayo | 20:00 |

| Atlético Mineiro | 1 - 0 | Cruzeiro            | Independência     | 19 de mayo | 16:00 |
| Flamengo         | 1 - 1 | Vasco da Gama       | Maracaná          | 19 de mayo | 19:00 |
| Palmeiras        | 3 - 0 | Bahía               | Allianz Parque    | 19 de mayo | 21:00 |
| Vitória          | 2 - 1 | Ceará               | Barradão          | 20 de mayo | 11:00 |
| Sport            | 1 - 1 | Corinthians         | Arena Pernambuco  | 20 de mayo | 16:00 |
| São Paulo        | 1 - 0 | Santos              | Morumbi           | 20 de mayo | 16:00 |
| Paraná           | 0 - 0 | Grêmio              | Durival de Britto | 20 de mayo | 16:00 |
| América Mineiro  | 1 - 0 | Botafogo            | Independência     | 20 de mayo | 16:00 |
| Fluminense       | 2 - 0 | Atlético Paranaense | Maracaná          | 20 de mayo | 19:00 |
| Internacional    | 3 - 0 | Chapecoense         | Beira–Rio         | 21 de mayo | 20:00 |

| Fluminense       | 3 - 1 | Chapecoense         | Maracaná          | 26 de mayo | 16:00 |
| Palmeiras        | 2 - 3 | Sport               | Allianz Parque    | 26 de mayo | 19:00 |
| Atlético Mineiro | 0 - 1 | Flamengo            | Independência     | 26 de mayo | 21:00 |
| Paraná           | 0 - 0 | Atlético Paranaense | Durival de Britto | 27 de mayo | 11:00 |
| Internacional    | 2 - 1 | Corinthians         | Beira–Rio         | 27 de mayo | 16:00 |
| Santos           | 0 - 1 | Cruzeiro            | Pacaembú          | 27 de mayo | 16:00 |
| Bahía            | 3 - 0 | Vasco da Gama       | Arena Fonte Nova  | 27 de mayo | 16:00 |
| Botafogo         | 1 - 1 | Vitória             | Nilton Santos     | 27 de mayo | 16:00 |
| América Mineiro  | 1 - 3 | São Paulo           | Independência     | 27 de mayo | 19:00 |
| Ceará            | 0 - 1 | Grêmio              | Castelão          | 27 de mayo | 19:00 |

| Sport               | 3 - 2 | Atlético Mineiro | Ilha do Retiro    | 30 de mayo | 19:30 |
| Vasco da Gama       | 1 -0  | Paraná           | São Januário      | 30 de mayo | 19:30 |
| Vitória             | 2 - 3 | Internacional    | Barradão          | 30 de mayo | 19:30 |
| Chapecoense         | 2 - 0 | Ceará            | Arena Condá       | 30 de mayo | 21:00 |
| São Paulo           | 3 - 2 | Botafogo         | Morumbi           | 30 de mayo | 21:00 |
| Cruzeiro            | 1 - 0 | Palmeiras        | Mineirão          | 30 de mayo | 21:45 |
| Grêmio              | 0 - 0 | Fluminense       | Arena do Grêmio   | 30 de mayo | 21:45 |
| Flamengo            | 2 - 0 | Bahía            | Maracaná          | 31 de mayo | 16:00 |
| Corinthians         | 1 - 0 | América Mineiro  | Arena Corinthians | 31 de mayo | 18:00 |
| Atlético Paranaense | 2 - 0 | Santos           | Arena da Baixada  | 31 de mayo | 21:00 |

| Atlético Mineiro | 3 - 3 | Chapecoense         | Independência     | 2 de junio | 16:00 |
| Internacional    | 0 - 0 | Sport               | Beira–Rio         | 2 de junio | 16:00 |
| Vasco da Gama    | 1 - 2 | Botafogo            | São Januário      | 2 de junio | 19:00 |
| Palmeiras        | 3 - 1 | São Paulo           | Allianz Parque    | 2 de junio | 21:00 |
| América Mineiro  | 3 - 1 | Atlético Paranaense | Independência     | 3 de junio | 16:00 |
| Bahía            | 0 - 2 | Grêmio              | Arena Fonte Nova  | 3 de junio | 16:00 |
| Flamengo         | 1 - 0 | Corinthians         | Maracaná          | 3 de junio | 16:00 |
| Santos           | 5 - 2 | Vitória             | Vila Belmiro      | 3 de junio | 16:00 |
| Ceará            | 0 - 1 | Cruzeiro            | Castelão          | 3 de junio | 19:00 |
| Paraná           | 2 - 1 | Fluminense          | Durival de Britto | 4 de junio | 20:00 |

| São Paulo       | 0 - 0 | Internacional       | Morumbi           | 5 de junio | 21:30 |
| Botafogo        | 0 - 0 | Ceará               | Nilton Santos     | 6 de junio | 19:30 |
| Vitória         | 1 - 0 | Chapecoense         | Barradão          | 6 de junio | 19:30 |
| Corinthians     | 1 - 1 | Santos              | Arena Corinthians | 6 de junio | 21:00 |
| Sport           | 1 - 0 | Atlético Paranaense | Ilha do Retiro    | 6 de junio | 21:00 |
| Grêmio          | 0 - 2 | Palmeiras           | Arena do Grêmio   | 6 de junio | 21:45 |
| Cruzeiro        | 1 - 1 | Vasco da Gama       | Mineirão          | 6 de junio | 21:45 |
| Fluminense      | 0 - 2 | Flamengo            | Mané Garrincha    | 7 de junio | 20:00 |
| Paraná          | 1 - 0 | Bahia               | Durival de Britto | 7 de junio | 20:00 |
| América Mineiro | 1 - 3 | Atlético Mineiro    | Independência     | 7 de junio | 21:00 |

| Atlético Paranaense | 0 - 1 | São Paulo       | Arena da Baixada  | 9 de junio  | 16:00 |
| Chapecoense         | 2 - 0 | Cruzeiro        | Arena Condá       | 9 de junio  | 19:00 |
| Vasco da Gama       | 3 - 2 | Sport           | São Januário      | 9 de junio  | 19:00 |
| Corinthians         | 0 - 0 | Vitória         | Arena Corinthians | 9 de junio  | 21:00 |
| Atlético Mineiro    | 5 - 2 | Fluminense      | Independência     | 10 de junio | 16:00 |
| Bahía               | 3 - 3 | Botafogo        | Arena Fonte Nova  | 10 de junio | 16:00 |
| Ceará               | 2 - 2 | Palmeiras       | Castelão          | 10 de junio | 16:00 |
| Grêmio              | 1 - 0 | América Mineiro | Arena do Grêmio   | 10 de junio | 16:00 |
| Flamengo            | 2 - 0 | Paraná          | Maracaná          | 10 de junio | 19:00 |
| Santos              | 1 - 2 | Internacional   | Vila Belmiro      | 10 de junio | 19:00 |

| São Paulo        | 3 - 0 | Vitória             | Morumbí           | 12 de junio | 21:30 |
| América Mineiro  | 0 - 0 | Chapecoense         | Independência     | 13 de junio | 16:00 |
| Fluminense       | 0 - 1 | Santos              | Maracaná          | 13 de junio | 19:00 |
| Paraná           | 1 - 1 | Cruzeiro            | Durival de Britto | 13 de junio | 19:30 |
| Sport            | 0 - 0 | Grêmio              | Ilha do Retiro    | 13 de junio | 19:30 |
| Botafogo         | 2 - 0 | Atlético Paranaense | Nilton Santos     | 13 de junio | 21:00 |
| Palmeiras        | 1 - 1 | Flamengo            | Allianz Parque    | 13 de junio | 21:00 |
| Atlético Mineiro | 2 - 1 | Ceará               | Independência     | 13 de junio | 21:45 |
| Internacional    | 3 - 1 | Vasco da Gama       | Beira–Rio         | 13 de junio | 21:45 |
| Bahía            | 1 - 0 | Corinthians         | Arena Fonte Nova  | 13 de junio | 21:45 |

| Ceará               | 1 - 0 | Sport            | Presidente Vargas | 18 de julio | 19:30 |
| Vitória             | 1 - 0 | Paraná           | Barradão          | 18 de julio | 21:00 |
| Flamengo            | 0 - 1 | São Paulo        | Maracaná          | 18 de julio | 21:45 |
| Corinthians         | 2 - 0 | Botafogo         | Arena Corinthians | 18 de julio | 21:45 |
| Grêmio              | 2 - 0 | Atlético Mineiro | Arena do Grêmio   | 18 de julio | 21:45 |
| Chapecoense         | 1 - 1 | Bahía            | Arena Condá       | 19 de julio | 19:30 |
| Cruzeiro            | 3 - 1 | América Mineiro  | Mineirão          | 19 de julio | 19:30 |
| Vasco da Gama       | 1 - 1 | Fluminense       | São Januário      | 19 de julio | 20:00 |
| Santos              | 1 - 1 | Palmeiras        | Pacaembú          | 19 de julio | 20:00 |
| Atlético Paranaense | 2 - 2 | Internacional    | Arena da Baixada  | 19 de julio | 21:00 |

| Flamengo      | 2 - 0 | Botafogo            | Maracaná          | 21 de julio | 19:00 |
| São Paulo     | 3 - 1 | Corinthians         | Morumbí           | 21 de julio | 21:00 |
| Vasco da Gama | 1 - 0 | Grêmio              | São Januário      | 22 de julio | 16:00 |
| Palmeiras     | 3 - 2 | Atlético Mineiro    | Allianz Parque    | 22 de julio | 16:00 |
| Sport         | 1 - 2 | Fluminense          | Ilha do Retiro    | 22 de julio | 16:00 |
| Paraná        | 1 - 0 | América Mineiro     | Durival de Britto | 22 de julio | 16:00 |
| Bahía         | 4 - 1 | Vitória             | Arena Fonte Nova  | 22 de julio | 16:00 |
| Cruzeiro      | 2 - 1 | Atlético Paranaense | Mineirão          | 22 de julio | 19:00 |
| Chapecoense   | 0 - 0 | Santos              | Arena Condá       | 22 de julio | 19:00 |
| Internacional | 1 - 0 | Ceará               | Beira–Rio         | 23 de julio | 20:00 |

| Fluminense          | 1 - 0 | Palmeiras     | Maracaná          | 25 de julio  | 19:30 |
| Atlético Mineiro    | 2 - 0 | Paraná        | Independência     | 25 de julio  | 21:00 |
| Santos              | 1 - 1 | Flamengo      | Vila Belmiro      | 25 de julio  | 21:45 |
| Corinthians         | 2 - 0 | Cruzeiro      | Arena Corinthians | 25 de julio  | 21:45 |
| Vitória             | 1 - 0 | Sport         | Barradão          | 26 de julio  | 19:30 |
| Grêmio              | 2 - 1 | São Paulo     | Arena do Grêmio   | 26 de julio  | 19:30 |
| Botafogo            | 1 - 0 | Chapecoense   | Nilton Santos     | 26 de julio  | 19:30 |
| América Mineiro     | 2 - 1 | Internacional | Independência     | 26 de julio  | 20:00 |
| Ceará               | 0 - 2 | Bahía         | Presidente Vargas | 29 de agosto | 19:30 |
| Atlético Paranaense | 1 - 0 | Vasco da Gama | Arena da Baixada  | 29 de agosto | 19:30 |

| Ceará               | 1 - 0 | Fluminense       | Presidente Vargas | 28 de julio | 16:00 |
| Vasco da Gama       | 1 - 4 | Corinthians      | Mané Garrincha    | 29 de julio | 11:00 |
| Palmeiras           | 3 - 0 | Paraná           | Allianz Parque    | 29 de julio | 11:00 |
| Flamengo            | 4 - 1 | Sport            | Maracaná          | 29 de julio | 16:00 |
| Cruzeiro            | 0 - 2 | São Paulo        | Mineirão          | 29 de julio | 16:00 |
| Internacional       | 3 - 0 | Botafogo         | Beira–Rio         | 29 de julio | 16:00 |
| Atlético Paranaense | 4 - 0 | Vitória          | Arena da Baixada  | 29 de julio | 16:00 |
| Santos              | 0 - 1 | América Mineiro  | Vila Belmiro      | 29 de julio | 19:00 |
| Chapecoense         | 1 - 1 | Grêmio           | Arena Condá       | 29 de julio | 19:00 |
| Bahía               | 2 - 2 | Atlético Mineiro | Arena Fonte Nova  | 30 de julio | 20:00 |

| Botafogo         | 0 - 0 | Santos              | Nilton Santos     | 4 de agosto | 16:00 |
| Grêmio           | 2 - 0 | Flamengo            | Arena do Grêmio   | 4 de agosto | 19:00 |
| Corinthians      | 0 - 0 | Atlético Paranaense | Arena Corinthians | 4 de agosto | 21:00 |
| São Paulo        | 2 - 1 | Vasco da Gama       | Morumbí           | 5 de agosto | 16:00 |
| América Mineiro  | 0 - 0 | Palmeiras           | Independência     | 5 de agosto | 16:00 |
| Vitória          | 1 - 1 | Cruzeiro            | Barradão          | 5 de agosto | 16:00 |
| Paraná           | 0 - 1 | Ceará               | Durival de Britto | 5 de agosto | 16:00 |
| Fluminense       | 1 - 1 | Bahía               | Maracaná          | 5 de agosto | 19:00 |
| Sport            | 1 - 1 | Chapecoense         | Ilha do Retiro    | 5 de agosto | 19:00 |
| Atlético Mineiro | 0 - 1 | Internacional       | Independência     | 6 de agosto | 20:00 |

| Ceará            | 0 - 0 | Atlético Paranaense | Presidente Vargas | 11 de agosto | 16:00 |
| Bahía            | 1 - 0 | América Mineiro     | Arena Fonte Nova  | 11 de agosto | 19:00 |
| Paraná           | 1 - 1 | Botafogo            | Durival de Britto | 12 de agosto | 11:00 |
| Atlético Mineiro | 3 - 1 | Santos              | Independência     | 12 de agosto | 11:00 |
| Sport            | 1 - 3 | São Paulo           | Ilha do Retiro    | 12 de agosto | 16:00 |
| Flamengo         | 1 - 0 | Cruzeiro            | Maracaná          | 12 de agosto | 16:00 |
| Chapecoense      | 2 - 1 | Corinthians         | Arena Condá       | 12 de agosto | 16:00 |
| Palmeiras        | 1 - 0 | Vasco da Gama       | Allianz Parque    | 12 de agosto | 19:00 |
| Grêmio           | 4 - 0 | Vitória             | Arena do Grêmio   | 12 de agosto | 19:00 |
| Fluminense       | 0 - 3 | Internacional       | Maracaná          | 13 de agosto | 20:00 |

| Santos              | 3 - 0 | Sport            | Vila Belmiro      | 18 de agosto | 16:00 |
| Corinthians         | 0 - 1 | Grêmio           | Arena Corinthians | 18 de agosto | 19:00 |
| Atlético Paranaense | 3 - 0 | Flamengo         | Arena da Baixada  | 19 de agosto | 11:00 |
| Internacional       | 1 - 0 | Paraná           | Beira–Rio         | 19 de agosto | 11:00 |
| Botafogo            | 0 - 3 | Atlético Mineiro | Nilton Santos     | 19 de agosto | 16:00 |
| Vitória             | 0 - 3 | Palmeiras        | Barradão          | 19 de agosto | 16:00 |
| Cruzeiro            | 1 - 1 | Bahía            | Mineirão          | 19 de agosto | 16:00 |
| América Mineiro     | 0 - 0 | Fluminense       | Independência     | 19 de agosto | 19:00 |
| São Paulo           | 2 - 0 | Chapecoense      | Morumbí           | 19 de agosto | 19:00 |
| Vasco da Gama       | 1 - 1 | Ceará            | São Januário      | 20 de agosto | 20:00 |

### Segunda vuelta
| Ceará            | 1 - 1 | Santos              | Presidente Vargas | 8 de agosto      | 19:30 |
| Paraná           | 1 - 1 | São Paulo           | Durival de Britto | 22 de agosto     | 19:30 |
| Bahia            | 0 - 1 | Internacional       | Fonte Nova        | 22 de agosto     | 19:30 |
| Sport            | 0 - 2 | América Mineiro     | Ilha do Retiro    | 22 de agosto     | 21:00 |
| Palmeiras        | 2 - 0 | Botafogo            | Allianz Parque    | 22 de agosto     | 21:00 |
| Fluminense       | 1 - 0 | Corinthians         | Maracanã          | 22 de agosto     | 21:45 |
| Grêmio           | 1 - 1 | Cruzeiro            | Arena do Grêmio   | 22 de agosto     | 21:45 |
| Flamengo         | 1 - 0 | Vitória             | Maracanã          | 23 de agosto     | 19:30 |
| Atlético Mineiro | 0 - 0 | Vasco da Gama       | Independência     | 23 de agosto     | 20:00 |
| Chapecoense      | 2 - 1 | Atlético Paranaense | Arena Condá       | 13 de septiembre | 20:00 |

| Santos              | 2 - 0 | Bahía            | Vila Belmiro      | 25 de agosto | 16:00 |
| Corinthians         | 1 - 0 | Paraná           | Arena Corinthians | 25 de agosto | 19:00 |
| Atlético Paranaense | 2 - 1 | Grêmio           | Arena da Baixada  | 25 de agosto | 19:00 |
| Botafogo            | 2 - 0 | Sport            | Nilton Santos     | 25 de agosto | 21:00 |
| Cruzeiro            | 2 - 1 | Fluminense       | Mineirão          | 25 de agosto | 21:00 |
| São Paulo           | 1 - 0 | Ceará            | Mineirão          | 26 de agosto | 11:00 |
| América Mineiro     | 2 - 2 | Flamengo         | Independência     | 26 de agosto | 16:00 |
| Vitória             | 1 - 0 | Atlético Mineiro | Barradão          | 26 de agosto | 16:00 |
| Internacional       | 0 - 0 | Palmeiras        | Beira–Rio         | 26 de agosto | 16:00 |
| Vasco da Gama       | 3 - 1 | Chapecoense      | São Januário      | 26 de agosto | 19:00 |

| Grêmio              | 4 - 0 | Botafogo         | Arena do Grêmio   | 1 de septiembre | 16:00 |
| Vitória             | 1 - 0 | América Mineiro  | Barradão          | 1 de septiembre | 16:00 |
| Vasco da Gama       | 0 - 3 | Santos           | Maracanã          | 1 de septiembre | 19:00 |
| Corinthians         | 1 - 1 | Atlético Mineiro | Arena Corinthians | 1 de septiembre | 21:00 |
| Flamengo            | 0 - 1 | Ceará            | Maracaná          | 2 de septiembre | 11:00 |
| Atlético Paranaense | 2 - 0 | Bahía            | Arena da Baixada  | 2 de septiembre | 16:00 |
| São Paulo           | 1 - 1 | Fluminense       | Morumbí           | 2 de septiembre | 16:00 |
| Sport               | 1 - 0 | Paraná           | Ilha do Retiro    | 2 de septiembre | 16:00 |
| Chapecoense         | 1 - 2 | Palmeiras        | Arena Condá       | 2 de septiembre | 19:00 |
| Cruzeiro            | 0 - 0 | Internacional    | Mineirão          | 2 de septiembre | 19:00 |

| Bahía            | 2 - 0 | Sport               | Fonte Nova        | 5 de septiembre | 19:30 |
| Botafogo         | 1 - 1 | Cruzeiro            | Nilton Santos     | 5 de septiembre | 19:30 |
| Ceará            | 2 - 1 | Corinthians         | Castelão          | 5 de septiembre | 20:00 |
| Palmeiras        | 2 - 0 | Atlético Paranaense | Allianz Parque    | 5 de septiembre | 21:00 |
| Paraná           | 1 - 1 | Chapecoense         | Durival de Britto | 5 de septiembre | 21:00 |
| Atlético Mineiro | 1 - 0 | São Paulo           | Independência     | 5 de septiembre | 21:45 |
| Internacional    | 2 - 1 | Flamengo            | Beira-Río         | 5 de septiembre | 21:45 |
| Fluminense       | 0 - 0 | Vitória             | Maracaná          | 6 de septiembre | 19:00 |
| Santos           | 0 - 0 | Grêmio              | Pacaembú          | 6 de septiembre | 19:00 |
| América Mineiro  | 2 - 1 | Vasco da Gama       | Independência     | 6 de septiembre | 20:00 |

| Sport            | 0 - 0 | Cruzeiro            | Ilha do Retiro    | 8 de septiembre  | 16:00 |
| São Paulo        | 1 - 0 | Bahía               | Morumbí           | 8 de septiembre  | 19:00 |
| Flamengo         | 2 - 0 | Chapecoense         | Maracaná          | 8 de septiembre  | 21:00 |
| Palmeiras        | 1 - 0 | Corinthians         | Allianz Parque    | 9 de septiembre  | 16:00 |
| Internacional    | 1 - 0 | Grêmio              | Beira–Rio         | 9 de septiembre  | 16:00 |
| América Mineiro  | 0 - 0 | Ceará               | Independência     | 9 de septiembre  | 16:00 |
| Fluminense       | 1 - 0 | Botafogo            | Maracaná          | 9 de septiembre  | 16:00 |
| Paraná           | 0 - 2 | Santos              | Durival de Britto | 9 de septiembre  | 19:00 |
| Vitória          | 1 - 0 | Vasco da Gama       | Barradão          | 9 de septiembre  | 19:00 |
| Atlético Mineiro | 3 - 1 | Atlético Paranaense | Independência     | 10 de septiembre | 20:00 |

| Ceará               | 2 - 0 | Vitória          | Castelão          | 15 de septiembre | 16:00 |
| Grêmio              | 2 - 0 | Paraná           | Arena do Grêmio   | 15 de septiembre | 16:00 |
| Vasco da Gama       | 1 - 1 | Flamengo         | Mané Garrincha    | 15 de septiembre | 19:00 |
| Botafogo            | 1 - 0 | América Mineiro  | Nilton Santos     | 16 de septiembre | 11:00 |
| Cruzeiro            | 0 - 0 | Atlético Mineiro | Mineirão          | 16 de septiembre | 16:00 |
| Atlético Paranaense | 3 - 1 | Fluminense       | Arena da Baixada  | 16 de septiembre | 16:00 |
| Bahía               | 1 - 1 | Palmeiras        | Arena Fonte Nova  | 16 de septiembre | 16:00 |
| Santos              | 0 - 0 | São Paulo        | Vila Belmiro      | 16 de septiembre | 16:00 |
| Corinthians         | 2 - 1 | Sport            | Arena Corinthians | 16 de septiembre | 19:00 |
| Chapecoense         | 2 - 1 | Internacional    | Arena Condá       | 17 de septiembre | 20:00 |

| São Paulo           | 1 - 1 | América Mineiro  | Morumbí           | 22 de septiembre | 16:00 |
| Grêmio              | 3 - 2 | Ceará            | Arena do Grêmio   | 23 de septiembre | 11:00 |
| Corinthians         | 1 - 1 | Internacional    | Arena Corinthians | 23 de septiembre | 16:00 |
| Atlético Paranaense | 3 - 0 | Paraná           | Arena da Baixada  | 23 de septiembre | 16:00 |
| Flamengo            | 2 - 1 | Atlético Mineiro | Maracaná          | 23 de septiembre | 16:00 |
| Vitória             | 3 - 4 | Botafogo         | Barradão          | 23 de septiembre | 18:00 |
| Sport               | 0 - 1 | Palmeiras        | Ilha do Retiro    | 23 de septiembre | 18:00 |
| Cruzeiro            | 2 - 1 | Santos           | Mineirão          | 23 de septiembre | 19:00 |
| Chapecoense         | 1 - 2 | Fluminense       | Arena Condá       | 24 de septiembre | 20:00 |
| Vasco da Gama       | 2 - 1 | Bahía            | São Januário      | 24 de septiembre | 20:00 |

| Fluminense       | 0 - 1 | Grêmio              | Nilton Santos     | 29 de septiembre | 16:00 |
| América Mineiro  | 0 - 0 | Corinthians         | Independência     | 29 de septiembre | 19:00 |
| Bahía            | 0 - 0 | Flamengo            | Arena Fonte Nova  | 29 de septiembre | 21:00 |
| Palmeiras        | 3 - 1 | Cruzeiro            | Pacaembú          | 30 de septiembre | 11:00 |
| Internacional    | 2 - 1 | Vitória             | Beira–Rio         | 30 de septiembre | 16:00 |
| Atlético Mineiro | 5 - 2 | Sport               | Independência     | 30 de septiembre | 16:00 |
| Botafogo         | 2 - 2 | São Paulo           | Nilton Santos     | 30 de septiembre | 16:00 |
| Santos           | 1 - 0 | Atlético Paranaense | Vila Belmiro      | 30 de septiembre | 16:00 |
| Ceará            | 3 - 1 | Chapecoense         | Castelão          | 30 de septiembre | 19:00 |
| Paraná           | 1 - 1 | Vasco da Gama       | Durival de Britto | 1 de octubre     | 20:00 |

| Sport               | 2 - 1 | Internacional    | Ilha do Retiro    | 5 de octubre  | 19:00 |
| Corinthians         | 0 - 3 | Flamengo         | Arena Corinthians | 5 de octubre  | 21:00 |
| Vitória             | 0 - 1 | Santos           | Barradão          | 5 de octubre  | 21:30 |
| Atlético Paranaense | 4 - 0 | América Mineiro  | Arena da Baixada  | 6 de octubre  | 16:00 |
| Chapecoense         | 1 - 0 | Atlético Mineiro | Arena Condá       | 6 de octubre  | 16:00 |
| São Paulo           | 0 - 2 | Palmeiras        | Morumbi           | 6 de octubre  | 18:00 |
| Grêmio              | 2 - 2 | Bahia            | Arena do Grêmio   | 6 de octubre  | 21:00 |
| Fluminense          | 4 - 0 | Paraná           | Maracaná          | 8 de octubre  | 20:00 |
| Botafogo            | 1 - 1 | Vasco da Gama    | Nilton Santos     | 9 de octubre  | 21:00 |
| Cruzeiro            | 0 - 2 | Ceará            | Mineirão          | 24 de octubre | 19:30 |

| Flamengo            | 3 - 0 | Fluminense      | Maracaná         | 13 de octubre | 17:00 |
| Santos              | 1 - 0 | Corinthians     | Pacaembú         | 13 de octubre | 19:00 |
| Bahía               | 2 - 0 | Paraná          | Pituaçu          | 13 de octubre | 21:00 |
| Chapecoense         | 0 - 1 | Vitória         | Arena Condá      | 14 de octubre | 11:00 |
| Palmeiras           | 2 - 0 | Grêmio          | Pacaembú         | 14 de octubre | 16:00 |
| Internacional       | 3 - 1 | São Paulo       | Beira-Rio        | 14 de octubre | 16:00 |
| Vasco da Gama       | 2 - 0 | Cruzeiro        | São Januário     | 14 de octubre | 16:00 |
| Atlético Mineiro    | 0 - 0 | América Mineiro | Independência    | 14 de octubre | 19:00 |
| Atlético Paranaense | 4 - 0 | Sport           | Arena da Baixada | 14 de octubre | 19:00 |
| Ceará               | 0 - 0 | Botafogo        | Castelão         | 15 de octubre | 20:00 |

| Botafogo        | 0 - 1 | Bahía               | Nilton Santos     | 20 de octubre | 16:00 |
| América Mineiro | 1 - 1 | Grêmio              | Independência     | 20 de octubre | 16:00 |
| São Paulo       | 0 - 0 | Atlético Paranaense | Morumbi           | 20 de octubre | 19:00 |
| Sport           | 2 - 1 | Vasco da Gama       | Ilha do Retiro    | 20 de octubre | 19:00 |
| Fluminense      | 1 - 0 | Atlético Mineiro    | Nilton Santos     | 21 de octubre | 16:00 |
| Palmeiras       | 2 - 1 | Ceará               | Pacaembú          | 21 de octubre | 16:00 |
| Vitória         | 2 - 2 | Corinthians         | Barradão          | 21 de octubre | 16:00 |
| Cruzeiro        | 3 - 0 | Chapecoense         | Independência     | 21 de octubre | 19:00 |
| Paraná          | 0 - 4 | Flamengo            | Durival de Britto | 21 de octubre | 19:00 |
| Internacional   | 2 - 2 | Santos              | Beira-Río         | 22 de octubre | 20:00 |

| Vitória             | 0 - 1 | São Paulo        | Barradão          | 26 de octubre | 19:30 |
| Vasco da Gama       | 1 - 1 | Internacional    | São Januário      | 26 de octubre | 21:30 |
| Santos              | 3 - 0 | Fluminense       | Vila Belmiro      | 27 de octubre | 16:30 |
| Grêmio              | 3 - 4 | Sport            | Arena do Grêmio   | 27 de octubre | 16:30 |
| Chapecoense         | 1 - 0 | América Mineiro  | Arena Condá       | 27 de octubre | 19:00 |
| Corinthians         | 2 - 1 | Bahía            | Arena Corinthians | 27 de octubre | 19:00 |
| Flamengo            | 1 - 1 | Palmeiras        | Maracaná          | 27 de octubre | 19:00 |
| Cruzeiro            | 3 - 1 | Paraná           | Mineirão          | 27 de octubre | 21:00 |
| Atlético Paranaense | 2 - 1 | Botafogo         | Arena da Baixada  | 27 de octubre | 21:00 |
| Ceará               | 2 - 1 | Atlético Mineiro | Castelão          | 29 de octubre | 20:00 |

| Fluminense       | 0 - 1 | Vasco da Gama       | Maracanã          | 3 de noviembre | 17:00 |
| Atlético Mineiro | 0 - 1 | Grêmio              | Independência     | 3 de noviembre | 17:00 |
| Palmeiras        | 3 - 2 | Santos              | Allianz Parque    | 3 de noviembre | 19:00 |
| Paraná           | 1 - 1 | Vitória             | Durival de Britto | 4 de noviembre | 17:00 |
| América Mineiro  | 1 - 2 | Cruzeiro            | Independência     | 4 de noviembre | 17:00 |
| Botafogo         | 1 - 0 | Corinthians         | Nilton Santos     | 4 de noviembre | 17:00 |
| São Paulo        | 2 - 2 | Flamengo            | Morumbi           | 4 de noviembre | 17:00 |
| Bahía            | 1 - 0 | Chapecoense         | Arena Fonte Nova  | 4 de noviembre | 19:00 |
| Internacional    | 2 - 1 | Atlético Paranaense | Beira–Río         | 4 de noviembre | 19:00 |
| Sport            | 1 - 0 | Ceará               | Ilha do Retiro    | 5 de noviembre | 20:00 |

| Corinthians         | 1 - 1 | São Paulo     | Arena Corinthians | 10 de noviembre | 17:00 |
| América Mineiro     | 0 - 1 | Paraná        | Independência     | 10 de noviembre | 17:00 |
| Botafogo            | 2 - 1 | Flamengo      | Nilton Santos     | 10 de noviembre | 19:00 |
| Atlético Paranaense | 2 - 0 | Cruzeiro      | Arena da Baixada  | 10 de noviembre | 19:00 |
| Atlético Mineiro    | 1 - 1 | Palmeiras     | Independência     | 11 de noviembre | 17:00 |
| Vitória             | 2 - 2 | Bahía         | Barradão          | 11 de noviembre | 17:00 |
| Ceará               | 1 - 1 | Internacional | Castelão          | 11 de noviembre | 17:00 |
| Grêmio              | 2 - 1 | Vasco da Gama | Arena do Grêmio   | 11 de noviembre | 17:00 |
| Fluminense          | 0 - 0 | Sport         | Maracaná          | 11 de noviembre | 19:00 |
| Santos              | 0 - 1 | Chapecoense   | Vila Belmiro      | 12 de noviembre | 20:00 |

| Vasco da Gama | 1 - 1 | Atlético Paranaense | São Januário      | 14 de noviembre | 19:30 |
| Paraná        | 0 - 1 | Atlético Mineiro    | Durival de Britto | 14 de noviembre | 21:00 |
| Bahia         | 2 - 1 | Ceará               | Fonte Nova        | 14 de noviembre | 21:00 |
| Palmeiras     | 3 - 0 | Fluminense          | Allianz Parque    | 14 de noviembre | 21:45 |
| Cruzeiro      | 1 - 0 | Corinthians         | Mineirão          | 14 de noviembre | 21:45 |
| Sport         | 0 - 0 | Vitória             | Ilha do Retiro    | 14 de noviembre | 21:45 |
| Flamengo      | 1 - 0 | Santos              | Maracanã          | 15 de noviembre | 17:00 |
| Chapecoense   | 0 - 1 | Botafogo            | Arena Condá       | 15 de noviembre | 17:00 |
| São Paulo     | 1 - 1 | Grêmio              | Morumbi           | 15 de noviembre | 19:00 |
| Internacional | 2 - 0 | América Mineiro     | Beira-Rio         | 15 de noviembre | 21:00 |

| Vitória          | 1 - 2 | Atlético Paranaense | Barradão          | 17 de noviembre | 19:00 |
| Corinthians      | 1 - 0 | Vasco da Gama       | Arena Corinthians | 17 de noviembre | 19:00 |
| Atlético Mineiro | 1 - 0 | Bahía               | Independência     | 17 de noviembre | 21:00 |
| Sport            | 0 - 1 | Flamengo            | Ilha do Retiro    | 18 de noviembre | 17:00 |
| Paraná           | 1 - 1 | Palmeiras           | Estadio do Café   | 18 de noviembre | 17:00 |
| Botafogo         | 1 - 0 | Internacional       | Nilton Santos     | 18 de noviembre | 17:00 |
| América Mineiro  | 2 - 1 | Santos              | Independência     | 18 de noviembre | 17:00 |
| São Paulo        | 1 - 0 | Cruzeiro            | Morumbi           | 18 de noviembre | 19:00 |
| Grêmio           | 2 - 0 | Chapecoense         | Arena do Grêmio   | 18 de noviembre | 19:00 |
| Fluminense       | 0 - 0 | Ceará               | Maracaná          | 19 de noviembre | 20:00 |

| Internacional       | 1 - 2 | Atlético Mineiro | Beira-Rio        | 21 de noviembre | 19:30 |
| Santos              | 1 - 1 | Botafogo         | Vila Belmiro     | 21 de noviembre | 21:00 |
| Flamengo            | 2 - 0 | Grêmio           | Maracanã         | 21 de noviembre | 21:45 |
| Atlético Paranaense | 1 - 0 | Corinthians      | Arena da Baixada | 21 de noviembre | 21:45 |
| Cruzeiro            | 3 - 0 | Vitória          | Mineirão         | 21 de noviembre | 21:45 |
| Palmeiras           | 4 - 0 | América Mineiro  | Allianz Parque   | 21 de noviembre | 21:45 |
| Vasco da Gama       | 2 - 0 | São Paulo        | São Januário     | 22 de noviembre | 20:00 |
| Bahia               | 2 - 0 | Fluminense       | Arena Fonte Nova | 22 de noviembre | 21:00 |
| Chapecoense         | 2 - 1 | Sport            | Arena Condá      | 22 de noviembre | 21:00 |
| Ceará               | 1 - 0 | Paraná           | Castelão         | 22 de noviembre | 21:00 |

| Santos              | 3 - 2 | Atlético Mineiro | Vila Belmiro      | 24 de noviembre | 20:00 |
| Cruzeiro            | 0 - 2 | Flamengo         | Mineirão          | 25 de noviembre | 17:00 |
| Vasco da Gama       | 0 - 1 | Palmeiras        | São Januário      | 25 de noviembre | 17:00 |
| Vitória             | 0 - 0 | Grêmio           | Barradão          | 25 de noviembre | 17:00 |
| Atlético Paranaense | 2 - 2 | Ceará            | Arena da Baixada  | 25 de noviembre | 17:00 |
| América Mineiro     | 1 - 0 | Bahia            | Independência     | 25 de noviembre | 19:00 |
| Corinthians         | 0 - 0 | Chapecoense      | Arena Corinthians | 25 de noviembre | 19:00 |
| Internacional       | 2 - 0 | Fluminense       | Beira-Rio         | 25 de noviembre | 19:00 |
| São Paulo           | 0 - 0 | Sport            | Morumbi           | 26 de noviembre | 20:00 |
| Botafogo            | 2 - 1 | Paraná           | Nilton Santos     | 26 de noviembre | 20:00 |

| Atlético Mineiro | 1 - 0 | Botafogo            | Independência     | 1 de diciembre | 19:00 |
| Flamengo         | 1 - 2 | Atlético Paranaense | Maracaná          | 1 de diciembre | 19:00 |
| Paraná           | 1 - 1 | Internacional       | Durival de Britto | 2 de diciembre | 17:00 |
| Chapecoense      | 1 - 0 | São Paulo           | Arena Condá       | 2 de diciembre | 17:00 |
| Bahia            | 0 - 0 | Cruzeiro            | Arena Fonte Nova  | 2 de diciembre | 17:00 |
| Fluminense       | 1 - 0 | América Mineiro     | Maracaná          | 2 de diciembre | 17:00 |
| Ceará            | 0 - 0 | Vasco da Gama       | Castelão          | 2 de diciembre | 17:00 |
| Sport            | 2 - 1 | Santos              | Ilha do Retiro    | 2 de diciembre | 17:00 |
| Palmeiras        | 3 - 2 | Vitória             | Allianz Parque    | 2 de diciembre | 17:00 |
| Grêmio           | 1 - 0 | Corinthians         | Arena do Grêmio   | 2 de diciembre | 17:00 |

## Goleadores
| Pos. | Jugador               | Club                | Goles |
| ---- | --------------------- | ------------------- | ----- |
| 1    | Gabriel Barbosa       | Santos              | 18    |
| 2    | Ricardo Oliveira      | Atlético Mineiro    | 13    |
| 3    | Pablo Felipe Teixeira | Atlético Paranaense | 12    |
| 3    | Diego Souza           | São Paulo           | 12    |
| 4    | Nicolás López         | Internacional       | 11    |
| 4    | Leandro Pereira       | Chapecoense         | 11    |
| 5    | Pedro                 | Fluminense          | 10    |
| 5    | Lucas Paquetá         | Flamengo            | 10    |
| 5    | Leandro Damião        | Internacional       | 10    |
| 5    | Everton               | Grêmio              | 10    |
| 5    | Willian               | Palmeiras           | 10    |
| 5    | Yago Pikachu          | Vasco da Gama       | 10    |